# Antonio Barbalunga
Ne doit pas être confondu avec Antonio Alberti.

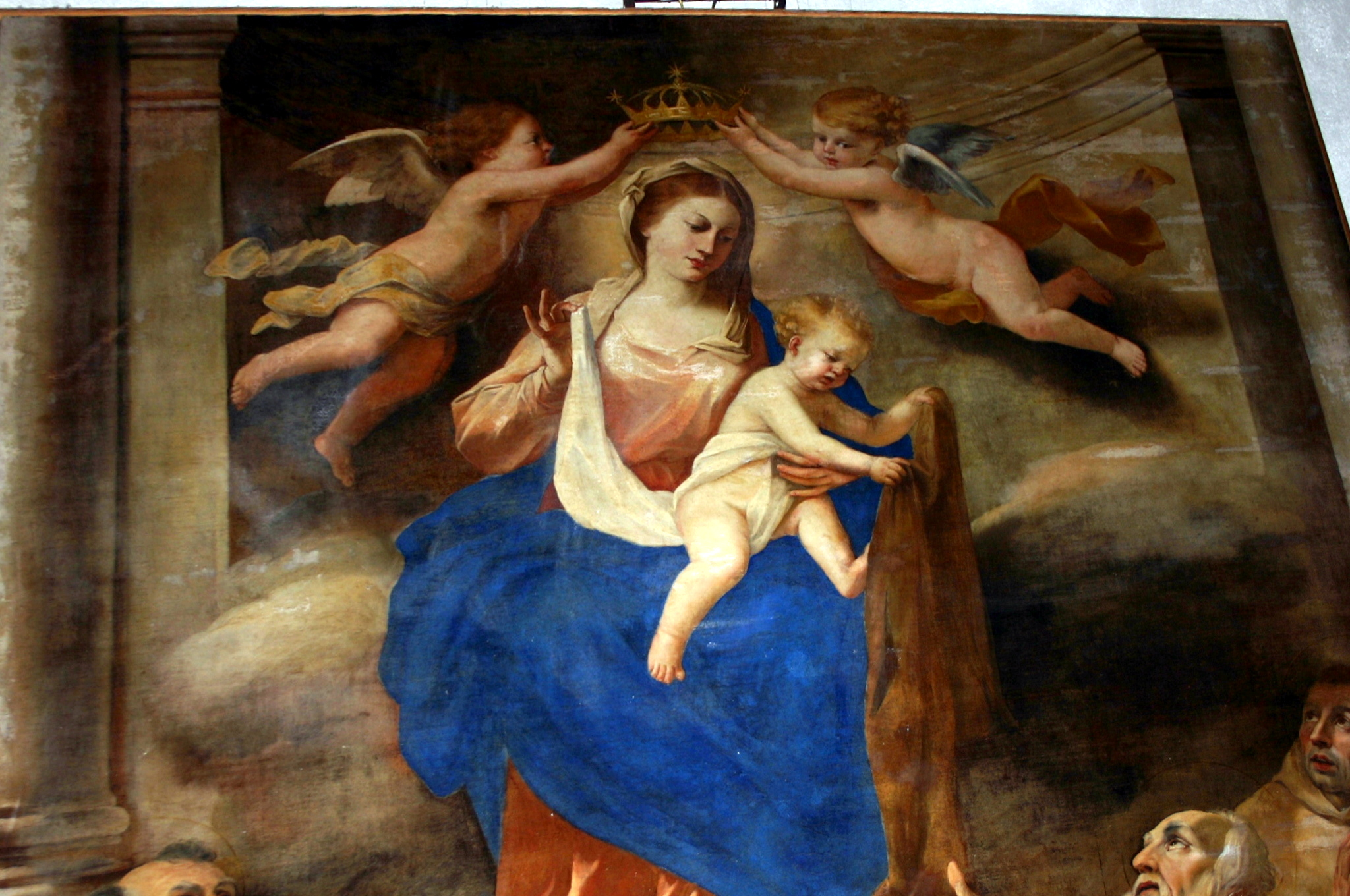
Vierge à l'Enfant et saints (détail).

Antonio Barbalunga ou Barbalonga également appelé Antonio Alberti, né en 1600 à Messine (Sicile), mort 2 novembre 1649, est un peintre italien de la période baroque au début du XVIIe siècle.

## Biographie
Antonio Barbalunga est membre de la noble famille des Alberti. Né à Messine, il a été formé par Simone Comandé. Il déménage à Rome, où il devient élève de Domenichino, dont il imité le style avec beaucoup de compétence.
Barbalonga exécute un grand nombre de peintures pour les églises, son chef-d'œuvre étant la Conversion de saint Paul pour l'église du couvent de Saint-Anna à Messine. Il peint à Rome pour l'église San Silvestro al Quirinale, pour l'église Sant'Andrea della Valle et pour l'église San Silvestro dans Capite. À Messine, il  peint un Saint  Grégoire pour l'église de San Gregorio, et une Assomption pour San Michèle.
D'autres travaux se trouvent à Rome, Palerme et Madrid.

## Œuvres
- Conversion de saint Paul, église du couvent de Saint-Anna à Messine.
- Saint  Grégoire, église de San Gregorio à Messine.
- Assomption, église san Michèle à Messine.
- L’Assomption, 1630-1635, huile sur toile, 52 x 37 cm, musée des Beaux-Arts d’Orléans[1].

## Sources
- (en) Cet article est partiellement ou en totalité issu de l’article de Wikipédia en anglais intitulé « Antonio Barbalunga » (voir la liste des auteurs).
- Notices d'autorité :   - VIAF
  - ISNI
  - LCCN
  - GND
  - Italie
  - WorldCat
- Ressources relatives aux beaux-arts :   - AGORHA
  - Bénézit
  - British Museum
  - RKDartists
  - Union List of Artist Names
- Notices dans des dictionnaires ou encyclopédies généralistes :   - Deutsche Biographie
  - Dizionario biografico degli italiani
  - Enciclopedia italiana